# Море
Море чине водене масе на површини Земље просечно једнаких физичких и хемијских својстава, које су у међусобној вези. Море је велико тело морске воде које је делом или у потпуности окружено копном. Мора се могу поделити према степену изолованости на:
- унутрашња (средоземна, између континената)
- ивична (уз рубове континената) и
- међуострвска (између архипелага).

Највећи део мора чине ивична мора смештена уз континенте. Шире гледано, море је међусобно повезан систем Земљиних сланих, океанских вода — које се могу сматрати једним глобалним океаном или да су делови неколико главних океанских подела. Море знатно утиче на Земљину климу и има важну улогу у воденом циклусу, угљеничном циклусу, и азотном циклусу. Мада се по морима путовало и истраживало од праисторије, модерна научна студија мора — океанографија — датира превасходно од британске експедиције Челинџер током 1870-их. Сва мора припадају једном од океана, четири којих именује Међународна хидрографска организација: Тихи, Атлантски, Индијски, Северни ледени, и петом Јужном океану.
Захваљујући садашњем стању померања континената, северна хемисфера је прилично равномерно подељена између копна и мора (однос је око 2:3), док је јужна предоминантно океанска (1:4.7). Сланост у отвореном океану је углавном у уском појасу 3,5% по маси, мада то може да варира код вода које су у већој мери окружене копном, код ушћа великих река, или на великим дубинама. Око 85% чврсте материје у отвореном мору је натријум хлорид. Дубокоморске струје се формирају због разлика у сланости и температури. Површинске струје се формирају услед фрикције таласа произведених ветром и плимама, променама локалног нивоа мора узрокованог гравитацијом Месеца и Сунца. Њихов правац је условљен површинским и подводним земљишним масама и ротацијом Земље (Кориолисов ефекат).
Некадашње промене у нивоу мора су оставиле континенталне прагове, плитке области у мору близу копна. Те воде богате хранљивим материјама обилују животом, који пружа људима знатне количине хране — углавном рибе, али и шкољки, сисара, и морске траве — који се сакупљају из дивљине или узгајају. Најразноврсније области окружују велике тропске коралне гребене. Китолов у дубоком мору је некад био уобичајен, али су опадајуће популације китова условиле покретање међународних напора за очување и коначно довеле до мораторијума на највећи део комерцијалног лова. Океанографија је установила да све животне форме нису ограничене на површинске воде: чак и на енормним дубинама и притисцима, нутријенти који истичу из хидротермалних извора подржавају њихов сопствени јединствени екосистем. Могуће је да је живот започео у таквом окружењу и акватични микробни покривачи су генерално креирани са оксигенацијом земљине атмосфере; биљке и животиње су прво еволуирале у мору.
Море је важан аспект људске трговине, путовања, минералне екстракције, и генерисања енергије. То исто тако чини море есенцијалним у ратовању и чини велике градове изложеним земљотресима и вулканима из оближњих раседа; моћним цунамским таласима; у ураганима, тајфунима, и циклонима који настају у тропима. Овај значај и дуалитет су утицали на људску културу, од раних богова мора до епске поезије Хомера до промена индукованих колумбијском разменом, од сахрана на мору до Башових хаика до хиперреалистичне маринске уметности, и инспиришуће музике у опсегу од песама у The Complaynt of Scotland до Римски-Корсаковог „Море и Синбадов брод“ до А-мејовог „Слушајте море“. Море је сцена доконих активности укључујући пливање, роњење, сурфовање, и једрење. Међутим, раст популације, индустријализација, и интензивна пољопривреда су допринели данашњем загађењу мора. Атмосферски угљен-диоксид се апсорбује у све већим количинама, чиме се снижава pH вредност мора у процесу познатом као океанска ацидификација. Заједничка природа мора је учинила прекомерни риболов растућим проблемом.

## Дефиниција
Оба смисла енглеске речи sea су проистекла из староенглеског језика; при употреби речи у ширем смислу је неопходно користити одређени члан од времена раног средњоенглеског језика. При употреби термина током времена, није долазило до прављења оштре разлике између мора и океана, мада су мора мања и обично ограничена копненим масама (које су мање величине од континената), изузев Саргашког мора, које је креирано спајањем четири струје, што се назива северноатлантским циркулацијом. Мора су генерално већа од језера и садрже морску воду. Док се дефинишући елементи величине и ограничености генерално примењују, не постоји формално прихваћена техничка дефиниција „мора” међу океанографима.{{efn|Једна дефиниција је да је море потподела океана, мада тренутно  дефинише границе светских океана путем навођења вода које нису иначе обухваћене морима, које су узета као уобичајена и у суштини произвољно. Дефиниције за универзитетске студенте, које узимају у обзир техничко значење и стандардну употребу, обично наводе да је „море” термин за углавном „копном ограничену” масу слане воде, при чему је неопходно направити изузетак за океанским струјама ограничено море (тј., динамички ограничено) и широко прихваћено Саргашко море. Трећа захтева да море поседује дно формирано од океанске коре, чиме би се обухватило Каспијско језеро, пошто је оно некад било део древног океана. У међународном праву, Конвенција Уједињених народа о праву мора наводи да је сав океан „море”.

## Физичка наука
Земља је једина позната планета са морима течне воде на својој површини,док Марс поседује ледене капе, а сличне планете у другим соларним системима можда имају океане. Није познато одакле Земаљска вода потиче. Гледано из свемира, наша планета изгледа као „плава кугла” састављена од својих различитих водених облика: океана, ледених капа, облака. Земљиних 1.335.000.000 km³ мора обухвата око 97,2 процента њене воде и покрива више од 70 процената њене површине.Додатних 2,15% Земљине воде је замрзнуто, и налази су у виду морског леда који наткрива Северни ледени океан, формира ледену капу над Антарктиком и над његовим околним морима, и у разним глечерима и површинским депозитима широм света. Остатак (око 0,65% укупне количине) формира подземне резервоаре или разне фазе воденог циклуса, чиме је обухваћена неслана вода коју користи већински део копнених животних форми: пара у ваздуху, облаци који се од ње споро формирају, киша која пада из њих, и језера и рекеа који се спонтано формирају при поновном отицању воде до мора. Морска доминација планетом је таква да је британски аутор Артур Ч. Кларк једном напоменуо да би било боље да је „Земља” названа „Океан”.
Научно изучавање воде и Земљиног воденог циклуса се назива хидрологијом; хидродинамика проучава физику воде при кретању. Океанографија је наука новијег порекла усредсређена на изучавање мора. Она је зачета као студија облика океанских струја, али је њен опсег прерастао у једно велико и мултидисциплинарно поље: она испитује својства морске воде; студира таласе, плиму и осеку, и морске струје; производи мапе морских обала и морског дна; и студира морска жива бића. Потпоље које се бави кретањем мора, његовим силама, и силама које делују на њега је познато као физичка океанографија. Морска биологија (биолошка океанографија) изучава биљке, животиње, и друге организме који настањују морске екосистеме. Ова ова поља су потпомогнута хемијском океанографијом, која студира понашање елемената и молекула унутар океана. Специфични је фокус у данашње време на улози океана у угљеничном циклусу и улози угљен-диоксида у повећаној киселости морске воде. Маринска или морска географија мапира облик и обликовање мора, док морска геологија (геолошка океанографија) пружа евиденцију о континенталном померању и композицији и структури Земље, разјашњава процес седиментације, и помаже у студијама вулканизма и земљотреса.

### Морска вода
| Растворак  | ‰ воде (по маси) | ‰ воде (по маси) | % укупних растворака | % укупних растворака |
| ---------- | ---------------- | ---------------- | -------------------- | -------------------- |
| Хлорид     | 19               | .3               | 55                   | .0                   |
| Натријум   | 10               | .8               | 30                   | .6                   |
| Сулфат     | 2                | .7               | 7                    | .7                   |
| Магнезијум | 1                | .3               | 3                    | .7                   |
| Калцијум   | 0                | .41              | 1                    | .2                   |
| Калијум    | 0                | .40              | 1                    | .1                   |
| Бикарбонат | 0                | .10              | 0                    | .4                   |
| Бромиди    | 0                | .07              | 0                    | .2                   |
| Карбонат   | 0                | .01              | 0                    | .05                  |
| Стронцијум | 0                | .01              | 0                    | .04                  |
| Борат      | 0                | .01              | 0                    | .01                  |
| Флуорид    | 0                | .001             | < 0                  | .01                  |
| Сви други  | < 0              | .001             | < 0                  | .01                  |

Морска вода је непроменљиво слана, и мада њен степен сланости (салинитета) може да варира, око 90% воде у океанима има 34–35 g (1,2 oz.) раствореног чврстог материјала по литру, што производи сланост између 3,4 и 3,5%. Да би се лако описале мале разлике, међутим, океанографи обично изражавају сланост у виду промила (‰) или у деловима по хиљади (ppt) уместо да користе проценте. Површинска сланост воде у северној хемисфери је генерално ближа нивоу од 34‰, док је она на јужној ближа 35‰. Растворци у океанској води потичу од уплива речне воде и од океанског дна. Релативна композиција растворака је стабилна широм светских океана: натријум (Na) и хлор (Cl) сачињавају око 85%. Међу другим растворцима су метални јони као што су магнезијум (Mg) и калцијум (Ca) и негативни јони као што су сулфат (SO₄), карбонат (CO₃), и бромиди. У одсуству другог загађења, морска вода не би била штетна за пиће, изузев што је преслана; слично томе, она се не може користити за иригацију већина биљки уколико није била десалинисана. За научне и техничке сврхе се обично користи стандардизована форма вештачке морске воде.
Варијације сланости су узроковане мноштвом фактора: струјама које теку између мора; уливом слатке воде из река и глечера; преципитацијом; формирањем и отапањем морског леда; и евапорацијом, на коју утичу температура, ветрови, и таласи. На пример, горњи ниво Балтичког мора има веома ниску сланост (5 до 8‰ – погледајте сланост) зато што ниске температуре окружујућих климатских услова производе минимално испаравање; оно има мноштво уливних река; и његова слаба повезаност са Северним морем има тенденцију креирања хладног, густог доњег слоја који се веома мало меша са површинским водама. У контрасту с тим, Црвено море лежи између Сахаре и Арабијске пустиње; оно има високу стопу евапорације са мало преципитације; оно има мали број (углавном сезонских) уливних река; и његова веза са другим морима — Суецки канал на северу и Баб ел Мандеб на југу — су обе веома уске. Сланост овог мора је у просеку 40‰. Сланост Медитерана је мало нижа, око 37‰, док нека језера услед своје окружености копном имају знатно већу сланост: Мртво море има 300 g (11 oz) растворене чврсте материје по литру (300‰).
Морска температура превасходно зависи од количине соларне радијације која се апсорбује. У тропским подручјима где сунчева светлост директније пада, температура површинских слојева може да прекорачи 30 °C (86 °F); у близини полова, температура је у еквилибријуму са морским ледом на његовој тачки смрзавања. Сланост морске воде чини њену тачку смрзавања нижом од оне код слатких вода, обично је око −1,8 °C (28,8 °F). Ове температурне разлике доприносе континуалној циркулацији воде кроз море. Топле површинске струје се хладе док се удаљавају од тропских подручја; како вода постаје гушћа, она потања. Хладна вода из дубоког мора се враћа назад ка екватору пре него што поново изађе на површину. Дубока морска вода има температуру између −2 and 5 °C (28 and 41 °F) на свим деловима глобуса. У морима која се залеђују, кристали леда почињу да се формирају на површини. Они се ломе у мале комаде и спајају се у равне дискове који формирају густу суспензију познату као фризил. При мирним условима, фризил се смрзава у танке, равне плоче зване нилас, које се задебљавају са формирањем новог леда у мору испод њих. У турбулентним водама, фризил се уместо тога споја у веће равне дискове познате као „палачинке”. Оне проклизавају једна изнад и испод друге и формирају санте. Током ових процеса, слана вода и ваздух бивају заробљени у леду. Нилас се формира са сланошћу од око 12–15‰ и има сивкасту боју али се мења током времена: након једне године, он је плавкаст и има сланост од око 4–6‰.
Количина светлости која пенетрира море зависи од угла под којим се налази Сунце, локалних временских прилика, и морске замућености. Од светлости која доспе до површине мора, знатан део бива рефлектован на површини. Њене црвена таласне дужине се апсорбују у горњих неколико метара. Жута и зелена светлост досежу веће дубине, а дуже плаве и љубичасте таласне дужине могу да пенетрирају и до дубине од 1000 m.
Количина кисеоника који је присутан у морској води првенствено зависи од њене температуре и фотосинтетичких организама који живе у њој, а посебно алги, фитопланктона, и биљки, као што је морска трава. Током дана, њихова фотосинтетичка активност продукује кисеоник, који се раствара у морској води и кога користе морске животиње. Водена засићеност кисеоником је нижа током ноћи и знатно нижа у дубоком мору. Испод дубине од око 200 m, нема довољно светлости за фотосинтезу и консеквентно је присутно мало раствореног кисеоника. Испод тог нивоа, анаеробне бактерије разлажу падајући органски материјал, производећи водоник сулфид (H₂S). Предвиђа се да ће глобално загревање редуковати садржај кисеоника у површинског и дубокој води, услед смањења растворљивости кисеоника са порастом температуре и повећаном океанском стратификацијом.

## Боја
Боја морске воде зависи од инсолације, речних наноса, дубине, вегетације на обали, органске материје итд. Топлија мора, сиромашнија органском материјом, имају нијансе плаве боје. Хладна мора често имају сиву боју или нијансе зелене боје што одражава богатство у планктону.
Нека мора се називају по бојама. Црно море је добило име по негостољубивости, а према другој верзији названо је „црним“ због одсуства органске материје у његовим дубљим деловима. Црвено море је названо по боји алги које га делимично прекривају, или по црвеном песку у околним пустињама. Према Херодоту, стране света се обележавају бојама. Тако је север црн (Црно море), а југ црвен (Црвено море). Бело море је названо према изгледу у већем делу године - море се периодично леди, а обале су најчешће прекривене снегом. Постоји теорија у вези имена овог мора и белих манастира на његовим обалама. Жуто море својим изгледом највише оправдава назив. Боја му зависи од наноса реке Хоангхо („Жуте реке“).

## Екстратерестричка мора
Лунарна мора су огромне базалтне равни на Месецу за које су рани астрономи сматрали да су водене масе, па су их називали „морима“.
Сматра се да је текућа вода присутна испод површина неколико сателита од којих је најзначајнији Европа.
Течни угљоводоници су вероватно присутни на Титановој површини, иако би било исправније их описати као „језера“ него као „мора“.

## Наука
Термин „море“ се такође користи у квантној физици. Дираково море је тумачење стања негативне енергије које вакуум садржи.

## Списак мора подељених по океанима

### Тихи океан
- Берингово море
- Аљаски залив
- Кортезово море (назив Калифорнијски залив)
- Охотско море
- Јапанско море
- Источнокинеско море
- Јужнокинеско море
  - Залив Беибу
- Сулуско море
- Целебеско море
- Бохолско море
- Филипинско море
- Флореско море
- Бандско море
- Арафурско море
- Тиморско море
- Тасманово море
- Жуто море
  - Бохајско море
- Соломоново море
- Кораљно море
- Карпентаријски залив
- Росово море

### Северни ледени океан
- Баренцово море
- Карско море
- Бофортово море
  - Амундсенов залив
- Гренландско море
- Чукотско море
- Лаптевско море
- Источносибирско море
- Бело море

### Атлантски океан
- Хадсонов залив
  - Џејмсов залив
- Бафинов залив
- Залив Св. Лауренц
- Карипско море
- Мексички залив
- Саргашко море
- Норвешко море
- Лабрадорско море
- Северно море
  - Балтичко море
    - Ботнијски залив
- Ирско море
- Келтско море
- Средоземно море
  - Јадранско море
  - Егејско море
  - Црно море
    - Азовско море

  - Јонско море
  - Лигурско море
  - Миртојско море
  - Тиренско море
  - Залив Сидра
  - Мраморно море
  - Критско море
- Бискајски залив
- Гвинејски залив
- Веделово море

### Индијски океан
- Црвено море
- Аденски залив
- Персијски залив
- Омански залив
- Арапско море
- Бенгалски залив
- Тајландски залив
- Лакадивско море
- Јаванско море
- Велики аустралијски залив
- Залив Св. Винсент
- Залив Спенсер
- Андаманско море

### Јужни океан
- Шкотско море
- Веделово море
- Амундсеново море
- Росово море
- Дејвисово море